# Den blodiga hammaren
Den blodiga hammaren är en amerikansk skräckfilm/slasher från 1971 i regi av Philip Gilbert. Huvudrollen spelas av Gloria Grahame.

## Medverkande
- Gloria Grahame
- Melody Patterson
- Milton Selzer
- Len Lesser
- Vic Tayback
- Terri Messina
- Ronald Taft
- Dennis Christopher
- Peter Armstrong
- Maggie Corey
- Mary Strawberry
- Louise Sherrill
- Joe Durkin